# Juliette Danielle
Juliette Danielle Worden (sinh ngày 8 tháng 12 năm 1980) là một nữ diễn viên người Mỹ, được biết đến nhiều nhất với vai diễn Lisa trong bộ phim cult năm 2003 The Room.

## Sự nghiệp

### The Room
Danielle là nữ diễn viên chính trong bộ phim chính kịch The Room của Tommy Wiseau, trong đó cô vào vai Lisa, một vị hôn thê đầy gian xảo của Johnny, mặc dù trước đó cô đã được chọn vào vai phụ là Michelle.
Sau khi bộ phim nhận được những lời đánh giá tệ hại từ giới phê bình và có doanh thu cực kỳ thấp tại phòng vé, Danielle đã từ bỏ nghiệp diễn để theo đuổi công việc khác. Tuy nhiên, không lâu sau đó, bộ phim nhanh chóng nhận được sự chú ý từ khán giả bởi chất lượng quá kém của nó và trở thành một "tác phẩm kinh điểm đình đám" với những suất chiếu đêm khuya tại nhiều rạp trên khắp nước Mỹ. Giống như nhiều diễn viên khác của bộ phim, sau sự thành công "bất ngờ" của tác phẩm, Danielle đã chấp nhận vai trò của mình trong The Room và tham dự vào các buổi chiếu phim cũng như trò chuyện cùng người hâm mộ qua trang Facebook của mình.
Cũng vào năm 2012, Danielle đã trở lại với công việc diễn xuất qua vai diễn trong bộ phim chiếu mạng Dead Kansas công chiếu lần đầu năm 2013.

## Hình tượng trongThe Disaster Artist
Trong bộ phim The Disaster Artist công chiếu năm 2017 với sự tham gia của James Franco trong vai Wiseau kiêm đạo diễn, Danielle đã được mô tả lại bởi nữ diễn viên Ari Graynor dù trước đó Britney Spears từng được cân nhắc cho vai diễn này.

## Cuộc sống cá nhân
Danielle dành phần lớn thời gian đầu đời của mình ở Sugar Land, Texas, ngoại ô Houston. Cô cùng mẹ và chị gái sau đó đã chuyển đến Los Angeles vào đầu những năm 2000 và quyết định theo đuổi sự nghiệp diễn xuất. Năm 2017, nữ diễn viên chuyển đến sống tại San Antonio để gần với gia đình hơn. Đến 2018, Danielle đã kết hôn với Joe Clark.

## Danh sách tác phẩm đã tham gia
| Năm  | Phim ảnh                  | Thể loại        | Vai diễn       |
| ---- | ------------------------- | --------------- | -------------- |
| 2002 | Tempus Fugit              | Phim ngắn       | Sinh viên      |
| 2003 | The Room                  | Phim điện ảnh   | Lisa           |
| 2013 | Dead Kansas               | Phim chiếu mạng | Rebecca        |
| 2013 | Till Morning              | Phim ngắn       | Evie           |
| 2015 | Ghost Shark 2: Urban Jaws | Phim điện ảnh   | Elsie Grey     |
| 2018 | Texas Cotton              | Phim điện ảnh   | Người lao động |